# Europees Olympisch Jeugdzomerfestival 2011

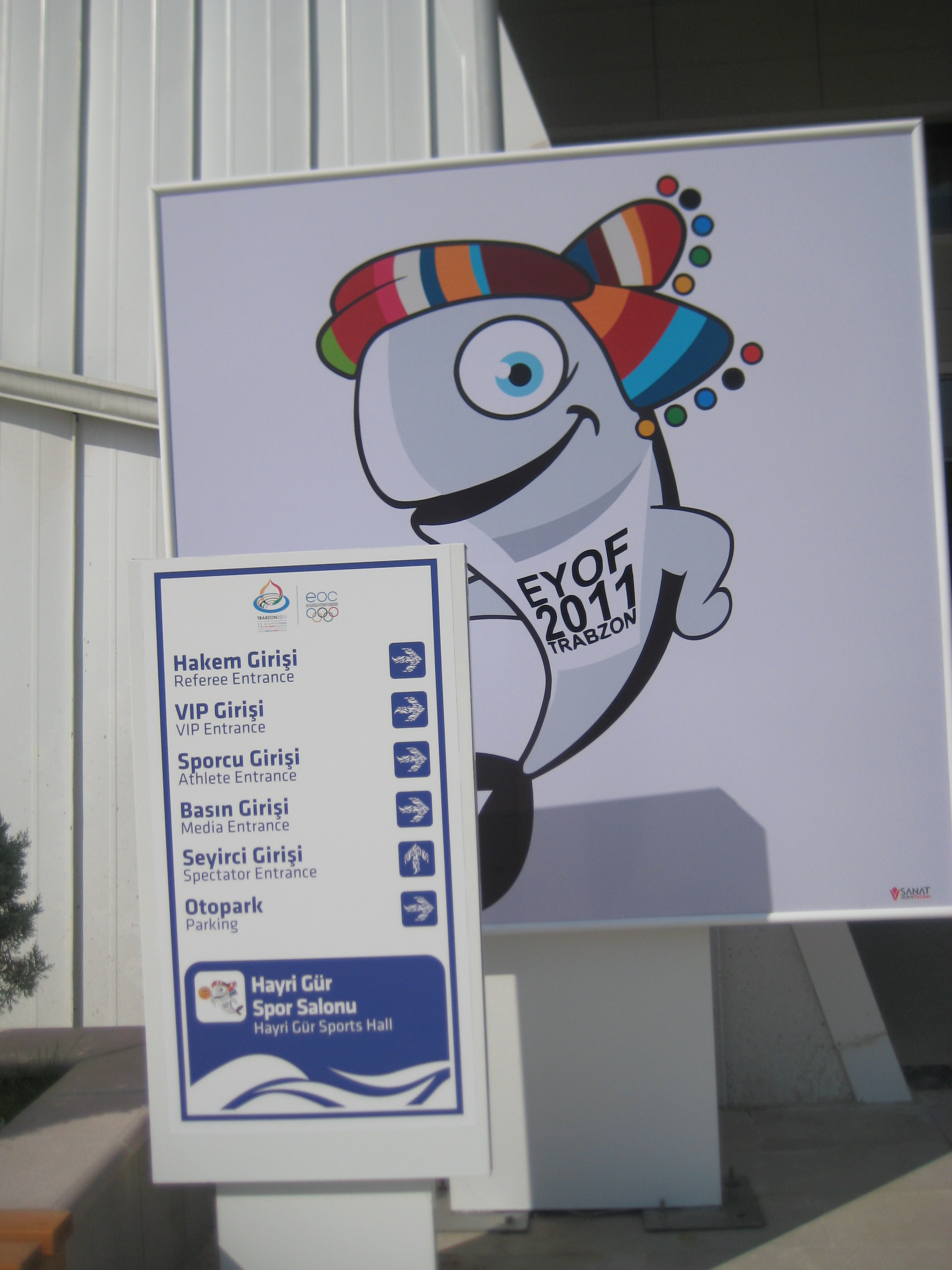
De mascotte van Trabzon 2011

Het Europees Olympisch Jeugdzomerfestival 2011 vond plaats van 24 tot 29 juli 2011 in Trabzon, Turkije. Het was de elfde editie van dit tweejaarlijkse multisportevenement voor jonge atleten uit Europa. Het festival werd op zondag 24 juli geopend met een openingsceremonie; de laatste wedstrijden en de sluitingsceremonie werden gehouden op vrijdag 29 juli.

## Sporten

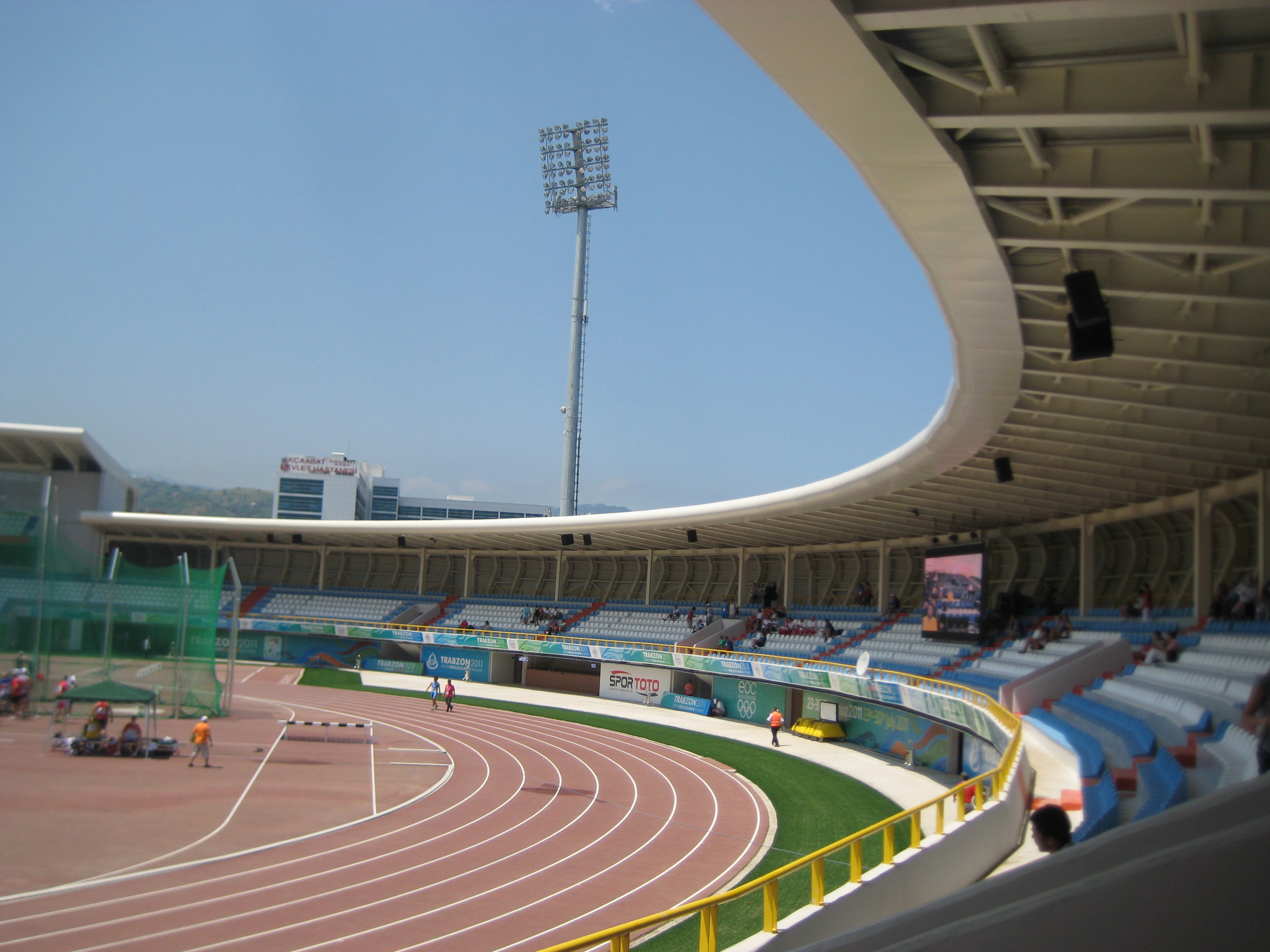
In het Söğütlüstadion werden de atletiekwedstrijden gehouden

Volgende sporten stonden op het programma:
| Sport      | Geboortejaar jongens | Geboortejaar meisjes |
| ---------- | -------------------- | -------------------- |
| Atletiek   | 1994/95              | 1994/95              |
| Basketbal  | 1995/96              | 1995/96              |
| Wielrennen | 1995/96              | geen wedstrijd       |
| Turnen     | 1994/95              | 1996/97              |
| Handbal    | 1994/95              | 1994/95              |
| Judo       | 1995/96              | 1995/96              |
| Zwemmen    | 1995/96              | 1997/98              |
| Tennis     | 1996/97              | 1996/97              |
| Volleybal  | 1993/94              | 1994/95              |

## Medaillespiegel

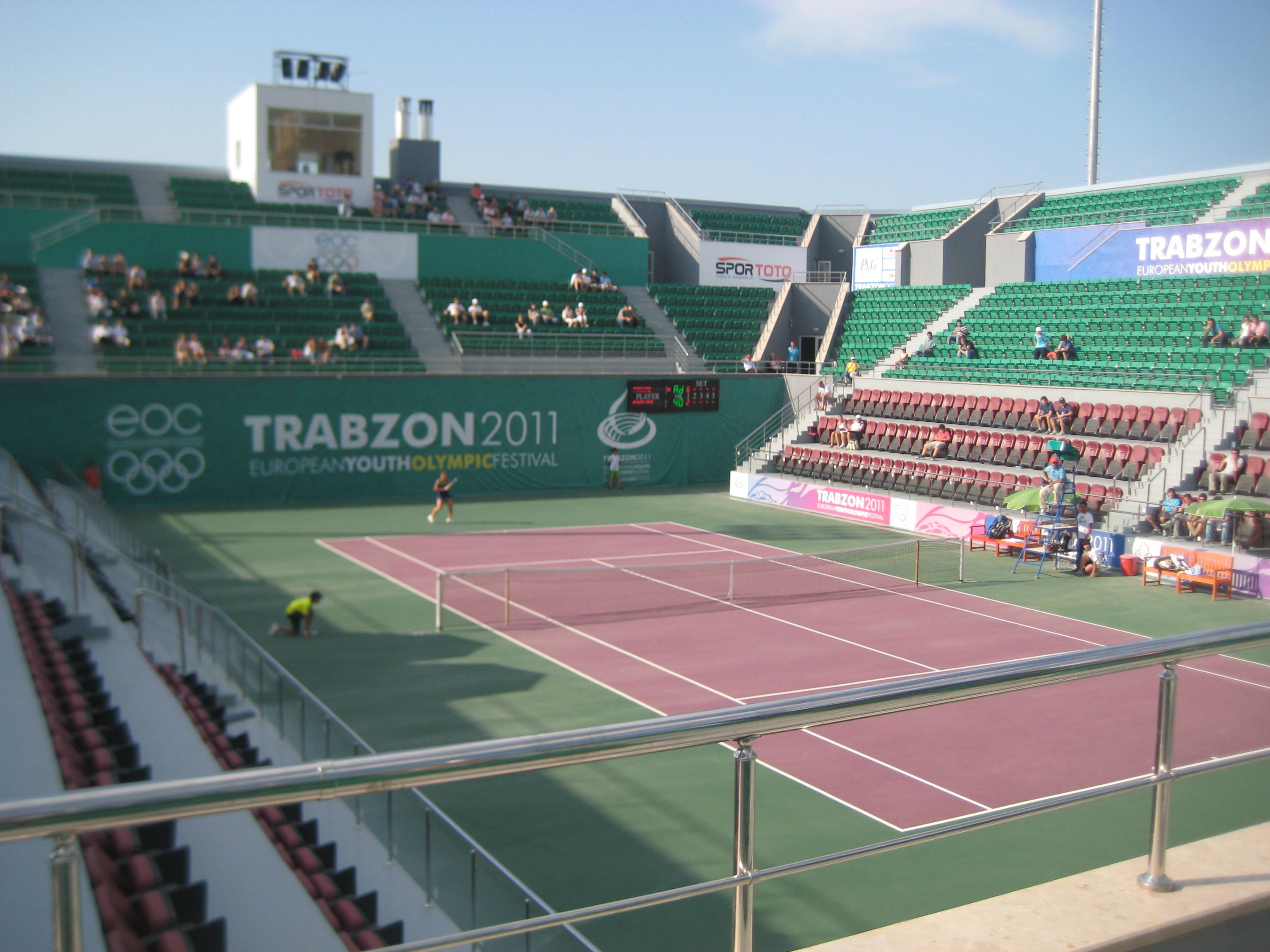
Tennis op de centercourt van het Beşirli Tenis Kompleksi

| Positie | Land                  | Goud | Zilver | Brons | Totaal |
| ------- | --------------------- | ---- | ------ | ----- | ------ |
| 1.      | Rusland               | 21   | 17     | 16    | 54     |
| 2.      | Verenigd Koninkrijk   | 17   | 10     | 6     | 33     |
| 3.      | Oekraïne              | 8    | 4      | 3     | 15     |
| 4.      | Italië                | 7    | 12     | 12    | 31     |
| 5.      | Roemenië              | 6    | 7      | 1     | 14     |
| 6.      | Hongarije             | 5    | 3      | 5     | 13     |
| 7.      | Duitsland             | 4    | 12     | 8     | 24     |
| 8.      | Frankrijk             | 4    | 7      | 5     | 16     |
| 9.      | Wit-Rusland           | 4    | 1      | 4     | 9      |
| 10.     | Litouwen              | 3    | 4      | 3     | 10     |
| 11.     | Slovenië              | 3    | 3      | 3     | 9      |
| 12.     | Spanje                | 3    | 0      | 2     | 5      |
| 13.     | België                | 2    | 5      | 8     | 15     |
| 14.     | Tsjechië              | 2    | 2      | 5     | 9      |
| 15.     | Zwitserland           | 2    | 2      | 2     | 6      |
| 16.     | Nederland             | 2    | 1      | 6     | 9      |
| 17.     | Polen                 | 2    | 1      | 5     | 8      |
| 18.     | Ierland               | 2    | 1      | 4     | 7      |
| 19.     | Zweden                | 2    | 1      | 0     | 3      |
| 20.     | Turkije               | 2    | 0      | 7     | 9      |
| 21.     | Denemarken            | 2    | 0      | 3     | 5      |
| 22.     | Letland               | 1    | 3      | 1     | 5      |
| 23.     | Azerbeidzjan          | 1    | 2      | 0     | 3      |
| 24.     | Georgië               | 1    | 1      | 4     | 6      |
| 25.     | Kroatië               | 1    | 1      | 2     | 4      |
| 26.     | Griekenland           | 1    | 1      | 0     | 2      |
| 27.     | Israël                | 1    | 0      | 1     | 2      |
| 28.     | Servië                | 0    | 3      | 2     | 5      |
| 29.     | Finland               | 0    | 2      | 1     | 3      |
| 30.     | Cyprus                | 0    | 1      | 1     | 2      |
| 31.     | Oostenrijk            | 0    | 1      | 1     | 2      |
| 32.     | Bulgarije             | 0    | 1      | 0     | 1      |
| 33.     | Armenië               | 0    | 0      | 1     | 1      |
| 33.     | Bosnië en Herzegovina | 0    | 0      | 1     | 1      |
| 33.     | Slowakije             | 0    | 0      | 1     | 1      |

## Belgische medailles[1]

### Goud

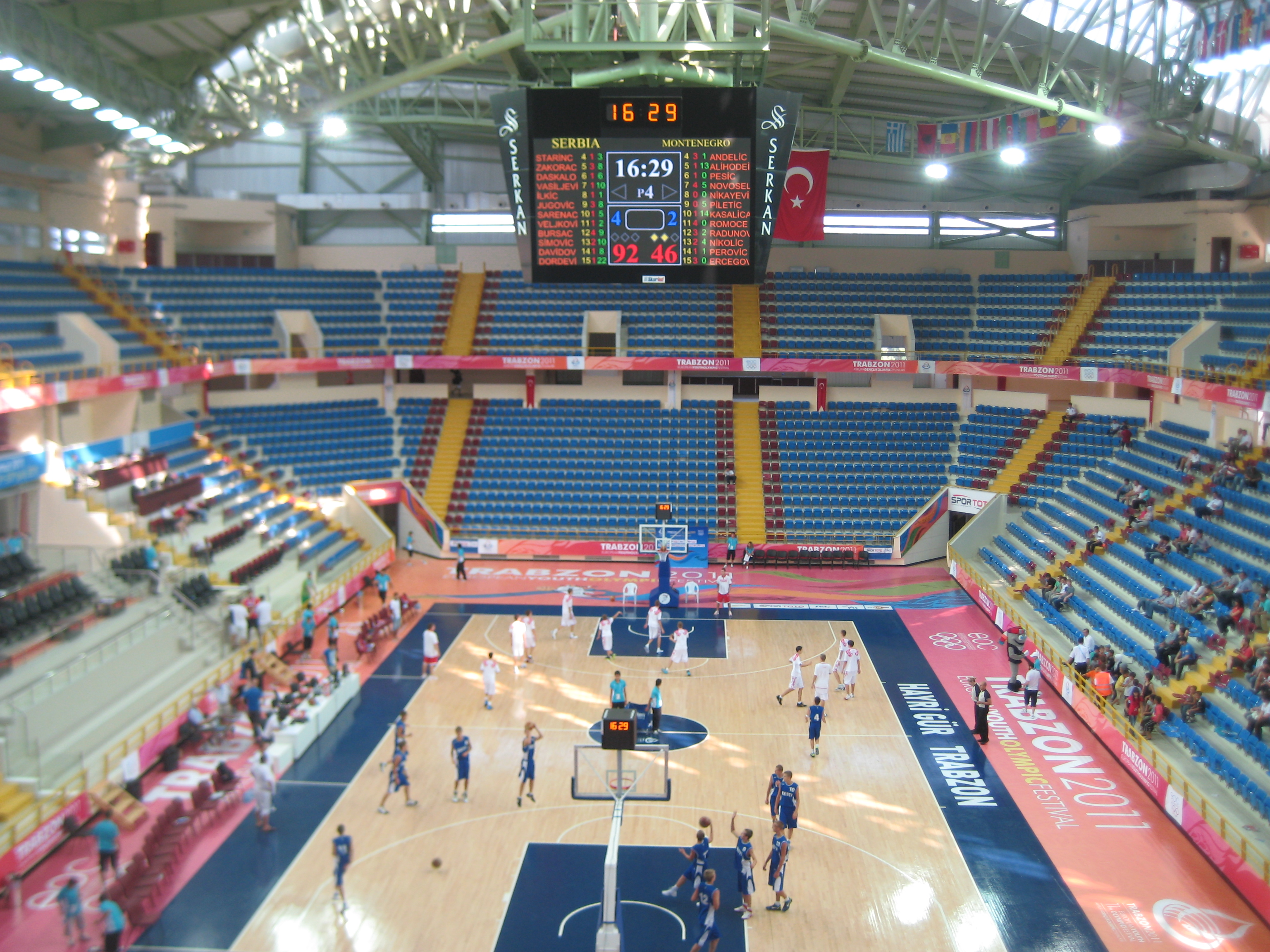
Basketbal in de Hayri Gur Arena

- Brecht Bertels: 800 meter (atletiek)
- Meisjesteam basketbal

### Zilver
- Justien Grillet: 200 meter (atletiek)
- Kimberley Efonye: 400 meter (atletiek)
- Camilla De Bleecker: 800 meter (atletiek)
- Estafetteploeg 4x100 meter meisjes (atletiek) (Sarah Missinne, Justien Grillet, Orphée Depuydt, Kimberley Efonye)
- Dries Verstrepen: wielrennen (tijdrit)

### Brons
- Thomas Durant: 110 meter horden (atletiek)
- Estafetteploeg 4x100 meter jongens (atletiek) (Oumar Diallo, Bram Luycx, Mathias Broothaerts, Lorijn Verbrugghe)
- Kenzo Breda: judo, categorie -73 kg
- Karim Maekelberg: judo, categorie -50 kg
- Evi Vermandere: judo, categorie -44 kg
- Maxime Gentges: paardvoltige (turnen)
- Clément Geens: tennis, enkelspel
- Omar Saman en Clément Geens: tennis, dubbelspel

## Nederlandse medailles[2]

### Goud
- Nadine Visser: 100 meter horden (atletiek)
- Estafetteploeg 4x100 meter meisjes (atletiek) (Tessa van Schagen, Sacha van Agt, Naomi Sedney en Nadine Visser)

### Zilver
- Charlene Okken: kogelstoten (atletiek)

### Brons
- Jip Vastenburg: 3.000 meter (atletiek)
- Demi van Schijndel: judo, categorie -48 kilogram
- Do Velema: judo, categorie -57 kilogram
- Sanne van Dijke: judo, categorie -70 kilogram
- Lucas Greven: 200 meter schoolslag (zwemmen)
- Karl Kosztka: rekstok (gymnastiek)

Zomereditie:
1991 · 
1993 · 
1995 · 
1997 · 
1999 · 
2001 · 
2003 · 
2005 · 
2007 · 
2009 · 
2011 · 
2013 · 
2015 · 
2017 · 
2019 · 
2022 · 
2023 · 
2025 · 
2027

Wintereditie:
1993 · 
1995 · 
1997 · 
1999 · 
2001 · 
2003 · 
2005 · 
2007 · 
2009 · 
2011 · 
2013 · 
2015 · 
2017 · 
2019 · 
2022 · 
2023 · 
2025 · 
2027

Sporten:
Handbal · 
Schaatsen ·
Shorttrack